# إم جاي ريت
إم جاي ريت (بالإنجليزية: M. J. Rhett)‏ مواليد 15 نوفمبر 1992، هو لاعب كرة سلة أمريكي. بدأ مسيرته الاحترافية في سنة 2015. يحمل الرقم 0. يبلغ طوله 6 قدم 9 بوصة (2.1 م). لعب مع نادي بريشتينا لكرة السلة في الدوري الكوسوفي لكرة السلة وشوليه باسكت في الدوري الفرنسي لكرة السلة الدرجة الأولى.

## روابط خارجية
- إم جاي ريت على موقع كرة السلة الأوروبية.كوم (الإنجليزية)
- إم جاي ريت على موقع كلية كرة السلة في سبورتس رفرنس.كوم (الإنجليزية)
- إم جاي ريت على موقع ريلجم (الإنجليزية)
- إم جاي ريت على موقع بروبوليرز (الإنجليزية)
- إم جاي ريت على موقع سبورتس رفرنس (الإنجليزية)